# Trnkov
Trnkov (in ungherese Kiskökény) è un comune della Slovacchia facente parte del distretto di Prešov, nella regione omonima.